# 車いすバスケットボール男子カナダ代表

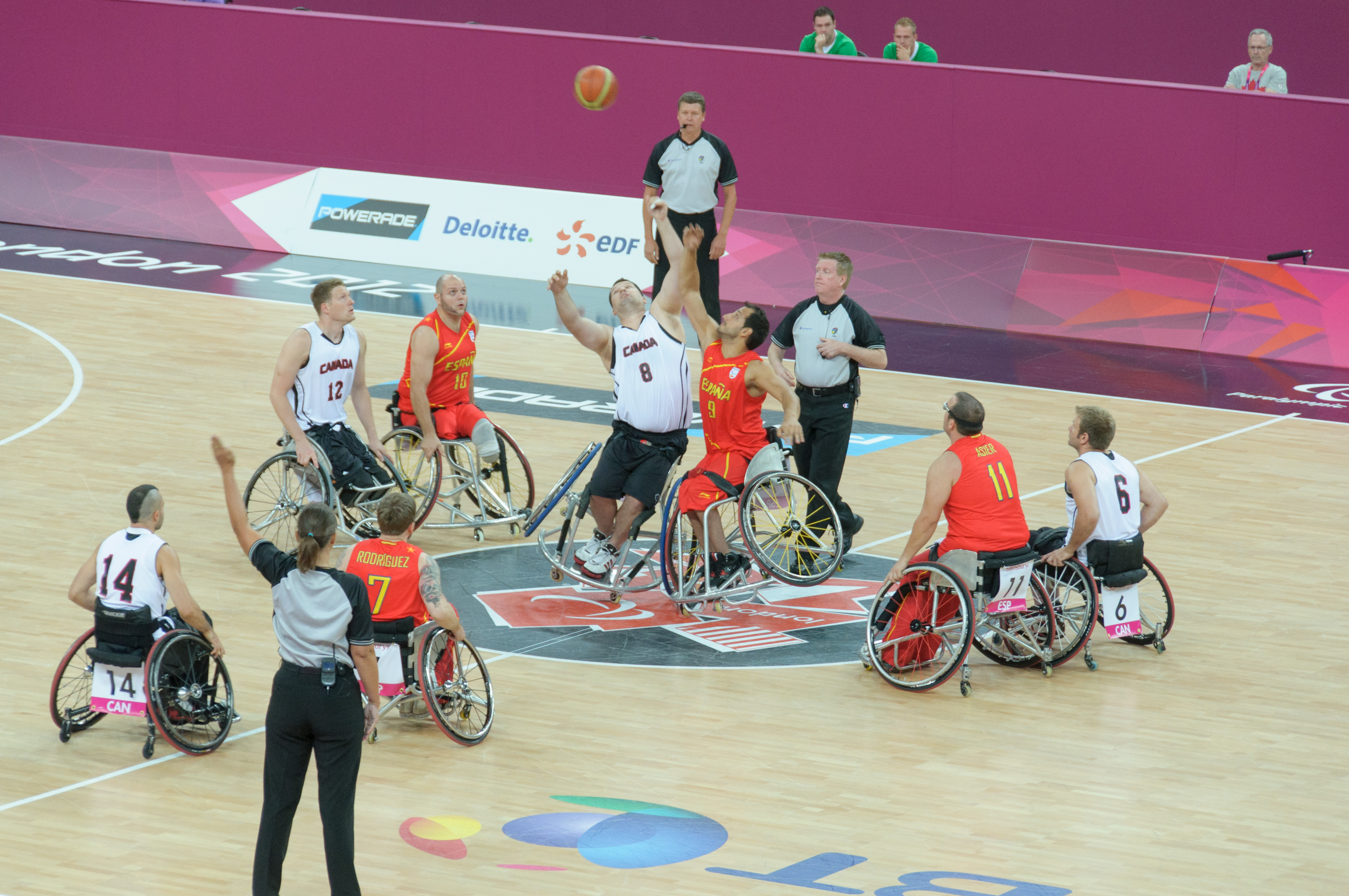
2012年パラリンピック カナダVSスペイン

車いすバスケットボール男子カナダ代表は、カナダの男子車いすバスケットボールナショナルチーム。Wheelchair Basketball Canadaによって編成される。1953年のストーク・マンデビル車いす競技大会で国際大会に初参加。

## 主要国際大会の成績

### パラリンピック
2000年シドニーパラリンピックで、車いすバスケットボール界のマイケル・ジョーダンの異名をとったパトリック・アンダーソンを擁し、初優勝。以降エースのアンダーソンが出場した2012年ロンドンパラリンピックまで4大会連続で決勝に進出した。
- 優勝 (2000、2004、2012)
- 準優勝（2008）

### 世界選手権
- 優勝（2006）
- 準優勝（1986）
- 3位（1990、1994、1998、2002）

## 選手
| 2020パラリンピック         |
| -------------------------- |
| 二コラ・ゴンシン           |
| ディオン・グリーン         |
| ロバート・ヘッジェス       |
| バンサン・ダレール         |
| ブレイズ・マトゥエア       |
| コリン・ヒギンズ           |
| リー・メリミック           |
| チャド・ジャスマン         |
| パトリック・アンダーソン   |
| ジョナサン・ベルメット     |
| タイラー・ミラー           |
| ギャレット・オステプチャク |